# Oxgroda

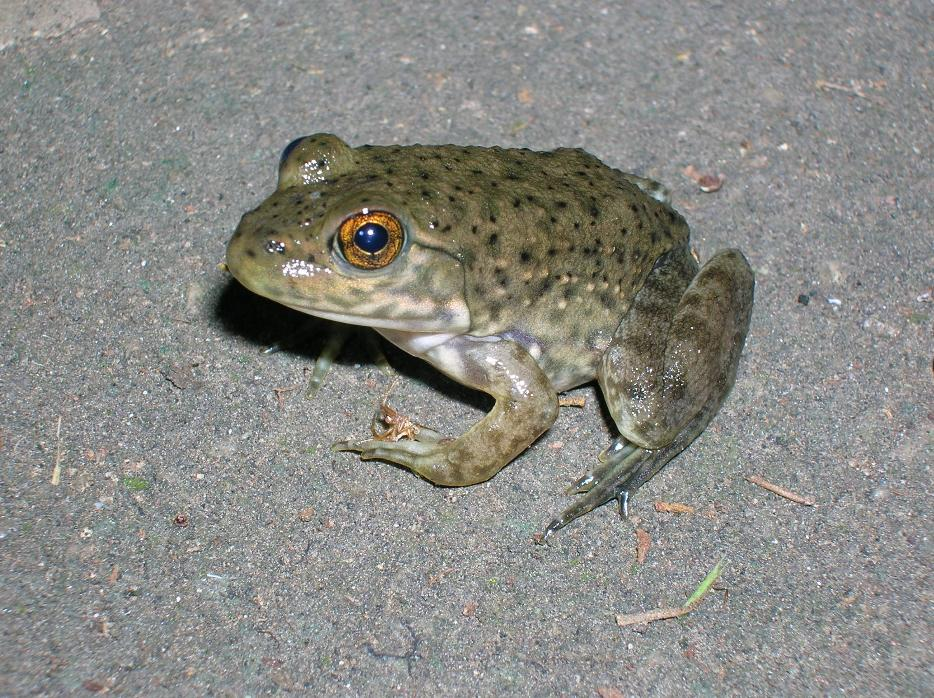
Nyförvandlad unge (hona).

Oxgroda (Rana catesbeiana), en amerikansk, vattenlevande art.

## Taxonomi
Artens taxonomi är omstridd. Medan vissa auktoriteter räknar den till släktet Lithobates och kallar den Lithobates catesbeianus, vill andra behålla det gamla namnet Rana catesbeiana.

## Beskrivning
Arten är en mycket stor groda, kroppslängden är upp till 20 cm. Den har vanligen en grön till brun ryggsida med mörkare bruna till mer eller mindre svarta fläckar. Buksidan är gulaktig till rent vit. Huvud och mun är breda. Trumhinnan är mycket stor; hos honan är den lika stor som ögat, hos hanen har den dubbla ögats diameter.

## Ekologi
Oxgrodan lever framför allt i vatten, även om den övervintrar på land. Den är mycket glupsk och äter allt som den kan få i sig. Framförallt tar den andra svanslösa groddjur, men också snokar, spindlar, skorpioner, andungar och andra fågelungar. En oxgroda kan lätt utrota hela beståndet av andra groddjur i den vattensamling där den lever.
Den har fått sitt svenska namn av sitt brölande läte, som kan höras på minst 2 kilometers håll.

## Utbredning
Oxgrodan är ursprungligen en nordamerikansk art, med utbredning från södra Kanada (Nova Scotia, New Brunswick, södra Québec, över östra USA (med undantag för södra Florida) till norra Mexiko. I Amerika har den också införts till bland annat Kuba, Puerto Rico, Venezuela, Colombia, Ecuador, Brasilien och åtminstone två lokaler i Peru. Införsel har också skett till Asien (isolerade förekomster i Sydostasien, Kina och Japan) samt till Europa (framför allt till Podalen i Italien omkring 1940, men också till bland annat Belgien, Nederländerna, Frankrike, Grekland, Spanien, Tyskland och Storbritannien). Införsel har främst skett på grund av de ätliga låren (alla Rana-arter är ätliga). Den har även uppträtt sporadiskt i Danmark, illegalt spridd via plantskolor som saluför inomhus-odlade yngel (de vuxna grodorna kan inte fortplanta sig i det fria, eftersom de unga ynglen inte klarar vintern så långt norrut).
EU tillåter i princip att grodlår säljs från alla Rana-arter, men har gjort ett undantag för oxgrodan. Det är numera inte tillåtet att införa den till EU på grund av den stora skada den vållar lokala grodpopulationer. På grund av sin storlek och glupskhet betraktas den som en fara för den lokala faunan.

### Bokkälla
- Fog, Kåre; Schmedes, Adam; Rosenørn de Lasson, Dorthe (2001) [1997] (på danska). Nordens padder og krybdyr. København: G.E.C. Gads Forlag. ISBN 87-12-02982-3